# 臼井さと美
臼井 さと美（うすい さとみ、1981年6月30日 - ）は、日本のAV女優。ディクレア（Declare Promotion）所属。

## 略歴・人物
東京都出身。2015年9月、アダルトビデオメーカー・マドンナの専属女優として34歳でAVデビューした熟女系AV女優。
趣味は料理。

## 出演作品

### アダルトDVD
2015年
- 初撮り本物人妻 AV出演ドキュメント 〜留学経験があるパティシエ奥様34歳〜（9月7日、マドンナ）
- 毎朝ゴミ出し場ですれ違う浮きブラ奥さん（10月7日、マドンナ）
- 「『おばさんを興奮させてどうするの?』温泉旅館でヤりまくりSPECIAL 王様ゲームで勃起した青年チ○ポを押しつけられたおばさん妻は嫌がりながらも本当はママ友に自慢したい」 VOL.1（12月24日、DANDY）共演:横山みれい、新山沙弥、広瀬奈々美、井上綾子、鮎原いつき ほか

2016年
- 妻を生で寝取らせて… 同級生ふたりの精子を嫁に中出しさせた話（1月8日、光夜蝶）
- 「採精室でイケメン患者と2人きり!不意打ち射精に驚き精子を採取出来なかった熟年看護師が謝りながら2発目の精液検査を手伝ってくれた」 VOL.2（1月8日、DANDY）他出演:四ツ葉あおい、羽鳥みか、高嶋亜美 ほか
- 近親［無言］相姦 隣にお父さんがいるのよ…（1月19日、ヴィーナス）
- 「10周年記念 『おばさんで本当にいいの?』贅沢8セックスSPECIAL 若くて硬い勃起角度150度の少年チ○ポに抱きつかれたおばさん看護師はヤられても優しすぎて断れない」（2月6日、DANDY）他出演:湯本珠未、武藤あやか、竹内れい子、黒崎潤 ほか
- レズの教室 女教師2人、不純同性交遊のすゝめ（2月13日、U&K）共演:羽田璃子
- 夫以外のチ○ポでイキ狂う人妻24人 2枚組8時間（2月15日、ロータス）他23名出演
- ゲスの極み映像 人妻6人目（2月19日、フルセイル）
- デカチンのせいでチ○コのポジションが定まらない僕は無意識にポジションを整える癖を義母さんに気づかれてしまい怒られるかと焦ったが『お父さんより立派ね」とヨダレをたらして欲情しはじめた。（2月19日、ヴィーナス）
- 寝取られた義姉 〜兄貴の分も俺がイカせてやるよ!〜（3月7日、マドンナ）
- 自画撮り愛液べっちょりオマ○コに激しく指をズボズボ!! 大開脚エロポーズで痙攣イキ激情オナニー（3月15日、プリモ）他出演:みづなれい、神波多一花、橘ひなた、涼川絢音、荻野舞、新山沙弥、雪見ほのか、森ななこ、西川ゆい
- 「10周年記念 『おばさんを興奮させてどうするの?』温泉スパでヤりまくりSPECIAL 自分の水着姿を見られ勃起した学生に抱きつかれても拒めない6人の妻たち」（4月7日、DANDY）共演:加藤ツバキ、たかせ由奈、羽田璃子、京野美麗、黒崎潤
- 性欲を抑えきれないうちの妻（゜ゝ゜） まさか近所の若者と不倫しているなんて…。（4月21日、F&A）他出演:白石みお
- 跨り淫語母 〜制欲を抑えきれないうちの妻〜（5月12日、ヒビノ）
- シコらないから気持ち良過ぎる スローな手コキ（5月13日、アロマ企画）他出演:広瀬奈々美
- 不妊治療クリニックで孕まされて…（5月13日、HERO）
- 花と蠍 美しすぎる母を縄責め獄門調教（5月19日、バミューダ）
- 解禁 真性中出し 人妻女教師 膣内射精授業（5月25日、マドンナ）
- ヤレる人妻回春マッサージ 9 〜中出し交渉盗撮〜（6月1日、変態紳士倶楽部）他出演:牧野遥、波多野結衣 ほか
- 女体絶頂陵辱ショー 恥辱の淫獄見世物痙攣（6月7日、Baby Entertainment）
- 女性が一番ムラムラしている月に一度の排卵日を狙われ、スケベな管理人の濃厚精液を膣内射精されて寝盗られたウチの妻（6月7日、JET映像）
- 美人魔女 bijin-majo 99 さとみ（34）（6月25日、美人魔女）※「さとみ」名義
- 完全盗撮 同じアパートに住む美人妻2人と仲良くなって部屋に連れ込んでめちゃくちゃセックスした件。其の四（7月1日、変態紳士倶楽部）他出演:葉月みお
- パパママ頑張れ! ぬるぬるローションで仲良し家族対抗 ハメハメ合戦!!（7月7日、SODクリエイト）共演:佐々木ヒカル、田中マサミ、田中ユミ、鈴木ケイコ、鈴木サラ、山本ミツエ、山本サツキ※「佐々木ノゾミ」名義
- 姉を犯してしまったところを母親に見られ後戻りができず泥沼中出し親子丼 2（8月6日、ナチュラルハイ）他出演:白桃心奈、天野弥生 ほか
- 中出し媚薬近親相姦 愛しい息子に縛られた母…（9月25日、ビッグモーカル）他出演:吹石れな、三喜本のぞみ
- 媚薬近親相姦 02 姉さんと母さんを極秘ルートでバイアグラを飲ませて身動き出来なくしてからそのまま生挿入して犯してしまった…（10月14日、UMANAMI）他出演:森沢かな、波多野結衣、かさいあみ
- イカセ拷問 鬼犯 02（10月28日、REAL）他出演:波多野結衣、神波多一花、大槻ひびき、仁美まどか、初美沙希
- もう1発だけアイツとSEXしてきてイイからかわりに盗撮してきなさい…。 さとみ（35）（11月24日、タカラ映像） ※「さとみ」名義